# Pensjonat Apolinarego Jana Michalika w Poznaniu
Pensjonat Apolinarego Jana Michalika – ekskluzywny pensjonat zlokalizowany w Poznaniu przy Wałach Wazów 24 (obecnie ul. Wieniawskiego) w centrum miasta, a działający w latach 1919-1934.
Założycielem i właścicielem obiektu był Apolinary Jan Michalik, właściciel krakowskiej kawiarni Jama Michalika, który na przełomie lat 1918-1919 przeniósł się wraz z drugą żoną z Krakowa do Poznania, wcześniej sprzedawszy lokal, fabrykę czekolady i dom. Ściany pensjonatu ozdobione były obrazami, karykaturami i rysunkami dawniej wiszącymi w krakowskiej kawiarni. Instytucja działała do roku 1934 (sam Michalik zmarł 28 maja 1926 jako rentier). Wśród gości pensjonatu byli m.in. Ludwik Solski, Stefan Jaracz i Józef Węgrzyn, co wiązało się z bezpośrednią bliskością Teatru Wielkiego.